# Administrativna podjela Pakistana
Pakistan je federacija od 4 pokrajine i teritorija glavnog grada Islamabada po federalnom upravom. Pakistan ima faktičku vlast nad spornim zapadnim dijelovima regije Kašmir, koji su organizirani kao dva posebna politička entiteta Azad Kašmir i Gilgit-Baltistan. Pokrajine se dijele na ukupno 154 okruga. 

## Lokalna vlast
Pokrajine Pakistana su podijeljene u zile (okruge). Ima 154 zila. Zile se dalje dijele na tehsile (općine). Ima preko 5,000 lokalnih uprava u Pakistanu. Od 2001. lokalna vlast bira se na demokratskim izborima. Lokalnu vlast predvodi nazim (što znači nadzornik na urdu jeziku). Žene po zakonu moraju dobiti minimalno 33% mjesta u lokalnim skupštinama.

## Povijest
Tokom 1960.-ih, Pakistan je bio podijeljen na dva dijela: Istočni Pakistan i Zapadni Pakistan. Istočni Pakistan je postao nezavisan pod nazivom Bangladeš. Zapadni Pakistan je tada izvršio podjelu na 4 pokrajine. Te pokrajine su se sastojale od jedne administrativne podjedinice koja je veća od okruga, a manja od pokrajine. Bivši predsjednik Pervez Mušaraf je 2000. ukinuo takav sustav i uspostavio sadašnju administrativnu podjelu. Te 2000. po prvi put su uspostavljene skupštine najmanjih jedinica tehsila (općina) i provedeni su prvi izbori za te skupštine. Time je izvršena decentralizacija, po kojoj su mnoge funkcije pokrajinskih vlada prešle na nižu administrativnu razinu. 

## Pokrajine i teritoriji
Pokrajine:
1. Beludžistan
2. Hajber Pahtunva
3. Pandžab
4. Sind

Teritoriji:
1. Teritorij glavnoga grada Islamabada

Dijelovi Kašmira pod pakistanskom upravom:
1. Azad Kašmir
2. Gilgit-Baltistan